# Mirafra gilletti
A Mirafra gilletti a madarak osztályának verébalakúak (Passeriformes) rendjébe, ezen belül a pacsirtafélék (Alaudidae) családjába tartozó faj.

## Rendszerezése
A fajt Richard Bowdler Sharpe angol zoológus és ornitológus írta le 1895-ben.

## Alfajok
- Mirafra gilletti gilletti (Sharpe, 1895) - kelet-Etiópia, nyugat-Szomália, északkelet-Kenya;
- Mirafra gilletti arorihensis (Érard, 1975) - Szomália;
- Mirafra gilletti degodensis (Érard, 1976) - keletközép-Etiópia (egyes szerzők külön fajként tárgyalják).

## Előfordulása
Afrika keleti részén, Etiópia, Kenya és Szomália területén honos. Természetes élőhelyei a szubtrópusi és trópusi szavannák és cserjések, sziklás környezetben. Állandó, nem vonuló faj.

## Megjelenése
Testhossza 17 centiméter, testtömege  20-26 gramm.

## Életmódja
Rovarokkal és magokkal táplálkozik.  Áprilistól júniusig költ.

## Természetvédelmi helyzete
Az elterjedési területe nagyon nagy, egyedszáma pedig növekszik. A Természetvédelmi Világszövetség Vörös listáján nem fenyegetett fajként szerepel.